# Weingarten (Württemberg)
Weingarten és una ciutat alemanya del districte de Ravensburg, Baden-Württemberg. La ciutat s'anomenà Altdorf fins a 1865. Fins a aquest moment, Weingarten era només el nom de l'Abadia de Weingarten, que havia estat fundada al turó de Martinsberg (turó de Sant Martí) sobre la ciutat.